# Noctuana diurna
Noctuana diurna é uma borboleta neotropical da família Hesperiidae, subfamília Pyrginae, encontrada em áreas de Mata Atlântica da região Sudeste do Brasil. Foi classificada por Butler, com a denominação de Helias diurna, em 1870.

## Descrição
Indivíduos desta espécie, vistos por cima, possuem as asas em tons de coloração castanha, apresentando a capacidade de se camuflar com as cascas de árvores da floresta. A. G. Butler cita, em seu texto, que ela possui "um caractere costal branco, semelhante a um V, perto do ápice das asas anteriores" e que "as asas traseiras desta espécie e de outras duas, aparentadas, são fortemente dentadas, dando-lhes uma distinta aparência".